# Charles W. Morris
Charles William Morris (Denver, 23 maggio 1901 – Gainesville, 15 gennaio 1979) è stato un semiologo e filosofo statunitense.

## Biografia
Charles W. Morris nacque il 23 maggio 1901, figlio di Charles e Laura Campbell Morris. Dopo aver frequentato brevemente l'University of Wisconsin, Morris frequentò i corsi di Ingegneria e Psicologia presso la Northwestern University dove si laureò nel 1922. Alla fine dello stesso anno si iscrisse presso l'Università di Chicago per conseguire un dottorato in filosofia sotto la guida di George Herbert Mead, pragmatista e fondatore della psicologia sociale. Morris completò il dottorato nel 1925 discutendo una tesi sulla teoria simbolica della mente.
Insegnò tra il 1925 e il 1931 alla Rice University, tra il 1931 e il 1958 a Chicago e infine all'Università della Florida. Ha presieduto la Western Division dell'American Philosophical Association ed è stato membro dell'American Academy of Arts and Sciences.
Durante gli anni trenta Morris aiutò alcuni filosofi tedeschi e austriaci immigrati negli Stati Uniti, in particolare Rudolf Carnap, del quale è stato collega dal 1936 al 1952. Si è impegnato nel movimento Unity of Science ed è stato editore associato dell'International Encyclopedia of Unified Science.
Tra i suoi impegni preferiti vanno segnalate le sue passioni per la poesia, la musica, la pittura, la danza e le filosofie e spiritualità orientali.

## Pensiero e opere
Si è occupato di psicologia sociale ed in questo ambito si è messo in evidenza con una indagine sociale da lui condotta e pubblicata nel 1956 riguardante le modalità e le preferenze di vita di un gruppo di studenti, preso come campione, dislocati in varie nazioni. Tra le conclusioni dello studio vi è stata la convinzione che esistano elementi comuni a tutte le civiltà che costituiscono un patrimonio collettivo condiviso.
Negli anni venti ha approfondito le opere di Bertrand Russell, Charles S. Peirce, Ernst Cassirer. Ebbe occasione di incontrare e conoscere noti linguisti, tra i quali Leonard Bloomfield, Roman Jakobson.
Vicino agli ambienti del Circolo di Vienna e al suo positivismo logico, ha sviluppato un'originale forma di pragmatismo.

## Approccio concettuale
L'approccio di Morris alla semiotica divide il soggetto in sintassi, che si occupa della combinazione dei segni, semantica che tratta il significato dei segni e pragmatica che riguarda l'origine, l'uso e gli effetti dei segni. Morris propone la tripartizione di un segno in veicolo segnico, designatum e interpretante; questa tricotomia appare inizialmente nel suo libro "Lineamenti di una teoria dei segni".

Il fulcro dello studio di Morris, più che il segno, è il comportamento "segnico" dell'uomo. Nell'opera Signs, language and behavior del 1946 Morris propone infatti una definizione di segno in termini comportamentali come di uno stimolo che agisce sul comportamento nello stesso modo di un altro stimolo. Su questa basa propone una classificazione degli stimoli sulla base del tipo di effetto che hanno sul comportamento (denotativo, valutativo, esortativo).

Tale analisi non è limitata ai segni linguistici ma ha una valenza generale.

Morris si soffermò sulle caratteristiche, sulle categorie, sulle determinazioni del linguaggio oltreché sulla necessità di rifondare la filosofia.
Ebbe un ruolo attivo nel far conoscere negli anni trenta il Positivismo logico europeo negli Stati Uniti.